# Убиале Кланецо
Убиа̀ле Кланѐцо (на италиански: Ubiale Clanezzo; на ломбардски: Übial Cleness, Юбиал Кленес) е община в Северна Италия, провинция Бергамо, регион Ломбардия. Административен център на общината е село Убиале (Ubiale), което е разположено на 336 m надморска височина. Населението на общината е 1384 души (към 2017 г.).